# Бакови са Змијања
Бакови са Змијања је документарни филм из 2004. у режији Ђорђа Трживука. Направљен је по мотивима Кочићеве приповјетке Јаблан.

## Радња
Борба бикова увијек привуче велико интересовање гледалаца. На Змијању, планини изнад Бање Луке, сваке године се одржава „Грмечка корида“. Филм ненаметљиво приказује обиље детаља једног несвакидашњег догађаја: лица из публике у крупном плану и предивну околину, а на крају је интервјуисан и срећни власника бика побједника. Главни јунак филма је побједник који „позира“.